# Karel Širok
Karel Širok (San Martino Collio, 26 ottobre 1889 – Begunje na Gorenjskem, 5 gennaio 1942) è stato uno scrittore e poeta sloveno.

## Biografia
Insegnante, studiò a Gorizia, Capodistria e Trieste. In quest'ultima città partecipò alla vita culturale slovena assieme al fratello Albert, anch'egli poeta, nonché assieme ad altri scrittori con i quali condivise l'esperienza dell'esilio. Nel 1941 venne consegnato ai nazisti dalle autorità italiane, nelle cui mani morì come ostaggio a Begunje na Gorenjskem, noto luogo di torture e uccisioni.
Širok si distinse per le poesie e i racconti per ragazzi. Le sue tre raccolte di poesie sono: Jutro ("Il mattino"), Poližja hišica ("La casetta della lumaca") e Kapelica ("La cappellina"). Si menzionano anche i racconti del mondo animale inclusi in Slepi slavčki ("Gli usignoli ciechi") e la favola postuma Trije bratje i trije razbojniki ("Tre fratelli e tre briganti"). In tutte le sue opere si evince l'attenzione ai problemi socio-politici del suo tempo.